# Härlig är jorden
Härlig är jorden (dansk originaltitel: Pilgrimssang med inledningsorden Dejlig er jorden), är en psalm, ibland även på svenska kallad Pilgrimspsalmen, av den danske författaren Bernhard Severin Ingemann. Kyrkoherden Johannes Ferdinand Fenger (1805–1861) såg sången ”Schönster Herr Jesu, Herrscher aller Erden” i en missionstidning 1850 och bad Ingemann, som liksom Fenger var från Sorø, om en dansk text till sången.
Härlig är jorden är en av Sveriges mest kända psalmer. Den används ibland, men inte uteslutande, som begravningspsalm. 
Den äldsta källan till melodin är från August Heinrich Hoffmann von Fallerslebens ”Schlesische Volkslieder” (Schlesiska folkvisor) från 1842 och Hoffmann hade nedtecknat melodin i grevskapet Glatz (Grafschaft Glatz). Ingemann var inspirerad av uppgiften att melodin till den tyska sången skulle vara en korsfararhymn från 1200-talet, en uppgift som det dock inte finns belägg för, den växte fram i en strävan att tillskriva "folksånger" mycket hög ålder. En intressant detalj: I Franz Liszts oratorium Die Legende von der heiligen Elisabeth (komponerat 1857-1862) förekommer ett parti som innehåller tydlig inspiration från melodin, i ett avsnitt kallat Die Kreuzritter (Korsfararna).
Dejlig er Jorden trycktes första gången i "Dansk Kirketidende" 1850 och översattes till svenska av Cecilia Bååth-Holmberg 1884.

## Tryckta publikationer
Kyrkliga samfunds psalm- och sångböcker
- Psalmebog for Kirke og Hjem som nr 146 under rubriken "Jesu fødsel"
- Svensk söndagsskolsångbok 1908 som nr 348 under rubriken "Avslutningssånger".
- Svenska Missionsförbundets sångbok 1920 som nr 705 under rubriken "Vid särskilda tillfällen: Årsskifte".
- Nya psalmer 1921 som nr 504 under rubriken "Guds härlighet i hans väsen och verk".
- Svensk söndagsskolsångbok 1929 som nr 18 under rubriken "Guds makt och härlighet".
- Frälsningsarméns sångbok 1929 som nr 269 under rubriken "Jubel, erfarenhet och vittnesbörd ".
- Musik till Frälsningsarméns sångbok 1930 som nr 269.
- Sionstoner 1935 som nr 686 under rubriken "Pilgrims- och hemlandssånger".
- 1937 års psalmbok som nr 21 under rubriken "Guds lov".
- Sånger och psalmer 1951 som nr 22 under rubriken "Lovsånger".
- Förbundstoner 1957 som nr 11 under rubriken "Guds härlighet och trofasthet: Guds trofasthet".
- Segertoner 1960 som nr 32.
- Psalmer för bruk vid krigsmakten 1961 som nr 21 verserna 1-3.
- Frälsningsarméns sångbok 1968 som nr 713 under rubriken "Begynnelse Och Avslutning".
- 1986 års psalmbok som nr 297 under rubriken "Pilgrimsvandringen".
- Finlandssvenska psalmboken 1986 som nr 31 under rubriken "Jul" med något annorlunda text.
- Hela familjens psalmbok 2013 som nummer 188 under rubriken "Vi tackar dig".[9]

Bearbetningar
Hos Svensk musik finns ett stort antal bearbetningar av psalmen registrerade.

## Inspelningar
Psalmen finns i över 200 inspelningar listade i Svensk mediedatabas.

## Text
1. Härlig är jorden, härlig är Guds himmel,  skön är själarnas pilgrimsgång.  Genom de fagra riken på jorden  gå vi till paradis med sång.
2. Tidevarv komma, tidevarv försvinna,  släkten följa släktens gång.  Aldrig förstummas tonen från himlen  i själens glada pilgrimssång.
3. Änglar den sjöngo först för markens herdar.  Skönt från själ till själ det ljöd:  människa gläd dig, Frälsarn är kommen,  frid över jorden Herren bjöd.[12]